# يوليوس ليسينغ
يوليوس ليسينغ (بالألمانية: Julius Lessing)‏ (و. 1843 – 1908 م) هو مؤرخ الفن، ومؤرخ ألماني، ولد في شتتين، توفي في برلين، عن عمر يناهز 65 عاماً.